# Natación en los Juegos Olímpicos de Pekín 2008 – 100 metros estilo libre femenino
La competición de 100 metros libre femenino en los Juegos Olímpicos de Pekín 2008 se realizó del 13 al 15 de agosto en el Centro Acuático Nacional de Pekín.

## Récords
Antes de esta competición, el récord mundial y olímpico existentes eran los siguientes:
| Récord mundial  | Lisbeth Trickett | 52,88 | Sídney, Australia | 27/03/2008 |
| Récord olímpico | Britta Steffen   | 53,38 | Pekín, China      | 10/08/2008 |

Los siguientes récords olímpicos fueron establecidos durante esta competición:
| Fecha      | Evento | Nombre         | País     | Tiempo | Récord |
| ---------- | ------ | -------------- | -------- | ------ | ------ |
| 15/08/2008 | Final  | Britta Steffen | Alemania | 53,12  | RO     |

## Resultados

### Semifinales

#### Semifinal 1
| Pos. | Calle | Nombre                 | País           | Tiempo | Notas |
| ---- | ----- | ---------------------- | -------------- | ------ | ----- |
| 1    | 5     | Natalie Coughlin       | Estados Unidos | 53,70  | Q     |
| 2    | 6     | Zhu Yingwen            | China          | 53,84  | Q, AS |
| 3    | 4     | Britta Steffen         | Alemania       | 53,96  | Q     |
| 4    | 3     | Lisbeth Trickett       | Australia      | 54,10  | Q     |
| 5    | 2     | Josefin Lillhage       | Suecia         | 54,59  |       |
| 6    | 1     | Lacey Nymeyer          | Estados Unidos | 54,74  |       |
| 7    | 8     | Petra Dallmann         | Alemania       | 55,05  |       |
| 8    | 7     | Aliaxandra Herasimenia | Bielorrusia    | 55,31  |       |

#### Semifinal 2
| Pos. | Calle | Nombre              | País         | Tiempo | Notas |
| ---- | ----- | ------------------- | ------------ | ------ | ----- |
| 1    | 5     | Marleen Veldhuis    | Países Bajos | 53,81  | Q     |
| 2    | 4     | Hanna-Maria Seppälä | Finlandia    | 53,84  | Q     |
| 3    | 3     | Francesca Halsall   | Reino Unido  | 53,94  | Q     |
| 4    | 2     | Jeanette Ottesen    | Dinamarca    | 54,05  | Q     |
| 5    | 7     | Malia Metella       | Francia      | 54,20  |       |
| 6    | 1     | Cate Campbell       | Australia    | 54,54  |       |
| 7    | 8     | Erica Morningstar   | Canadá       | 55,36  |       |
|      | 6     | Pang Jiaying        | China        | DSQ    |       |

### Final
| Pos.              | Calle | Nombre              | País           | Tiempo | Notas |
| ----------------- | ----- | ------------------- | -------------- | ------ | ----- |
| Medalla de oro    | 7     | Britta Steffen      | Alemania       | 53,12  | RO    |
| Medalla de plata  | 8     | Lisbeth Trickett    | Australia      | 53,16  |       |
| Medalla de bronce | 4     | Natalie Coughlin    | Estados Unidos | 53,39  | =AM   |
| 4                 | 6     | Hanna-Maria Seppälä | Finlandia      | 53,97  |       |
| 5                 | 1     | Jeanette Ottesen    | Dinamarca      | 54,06  |       |
| 6                 | 3     | Zhu Yingwen         | China          | 54,21  |       |
| 6                 | 5     | Marleen Veldhuis    | Países Bajos   | 54,21  |       |
| 8                 | 2     | Francesca Halsall   | Reino Unido    | 54,29  |       |